# Nerprun
Rhamnus
Genre
Classification phylogénétique
Rhamnus (les nerpruns) est un genre (ou deux genres, si Frangula est traité comme un genre distinct) de plantes à fleurs de la famille des Rhamnaceae. Il compte environ 100 espèces d'arbustes ou de petits arbres de 1 à 10 m de haut (rarement à 15 m) indigènes des régions tempérées et subtropicales de l'hémisphère nord, et localement en Afrique et en Amérique du Sud.

## Différentes espèces

### Flore de France
- Rhamnus alaternus L. — nerprun alaterne.
- Rhamnus alpina L. — nerprun des Alpes.
- Rhamnus cathartica L. — nerprun purgatif.
- Rhamnus frangula — Bourdaine.
- Rhamnus lycioides L.
- Rhamnus persicifolia Moris — nerprun à feuilles de pêcher.
- Rhamnus pumila Turra — nerprun nain.
- Rhamnus tinctoria Waldst. & Kit.
- Rhamnus saxatilis Jacq. — nerprun des rochers.
- Rhamnus × gayeri Kárpáti ex Soó.
- Rhamnus × hybrida L'Hér.
- Rhamnus × lemaniana Briq.
- Rhamnus × mercieri Briq.

 Source : Tela-Botanica 

### Autre liste
Selon ITIS :
- Rhamnus crocea ssp. insula (Kellogg) C.B. Wolf.
- Rhamnus alnifolia L'Hér.
- Rhamnus arguta Maxim.
- Rhamnus cathartica L.
- Rhamnus crocea Nutt.
- Rhamnus davurica Pallas.
- Rhamnus globosus Bunge.
- Rhamnus ilicifolia Kellogg.
- Rhamnus japonica Maxim.
- Rhamnus lanceolata Pursh.
- Rhamnus pirifolia Greene.
- Rhamnus purshiana Hobbs.
- Rhamnus serrata Humb. et Bonpl. ex J.A. Schultes.
- Rhamnus smithi Greene.
- Rhamnus smithii Greene.
- Rhamnus sphaerosperma Sw.
- Rhamnus utilis Dcne.

### Autre
- Rhamnus prinoides

## Plante hôte
Les nerpruns sont la plante hôte des chenilles de plusieurs lépidoptères, par exemple le Citron (Gonepteryx rhamni), le Citron de Provence (Gonepteryx cleopatra), la Farineuse (Gonepteryx farinosa), la Thècle des nerpruns (Satyrium spini), la Thècle de la ronce (Callophrys rubi), l'Azuré des nerpruns (Celastrina argiolus), le Pacha à deux queues (Charaxes jasius), la Feuille-morte du chêne (Gastropacha quercifolia), la Phalène du marronnier (Alsophila aescularia), Eupoecilia ambiguella, la Lithosie complanule (Eilema lurideola), Actias selene (qui est un papillon d'élevage en Europe), Hemileuca eglanterina, Lycia hirtaria, Odonestis pruni, Papilio eurymedon, Saturnia atlantica et Saturnia pavonia,.

## Usage
On extrayait autrefois de la baie du nerprun des teinturiers et de plusieurs autres variétés cultivées autour de la Méditerranée des matières colorantes jaunes, jaune-vert et brunes, base des couleurs pour les artistes connues comme stil de grain et vert de vessie. Ces colorants ont été remplacés, tant dans la teinture que dans les beaux-arts, par des produits synthétiques plus durables.
Le nerprun voit son nom attribué au 18e jour du mois de fructidor du calendrier républicain français, généralement chaque 4 septembre du calendrier grégorien.